# ادوارد جیوینسکی
ادوارد جیوینسکی (لهستانی: Edward Dziewoński؛ ‏ ۱۶ دسامبر ۱۹۱۶ – ۱۷ اوت ۲۰۰۲) بازیگر، کارگردان نمایش و کارگردان فیلم اهل لهستان بود.
از فیلم‌ها یا برنامه‌های تلویزیونی که وی در آن نقش داشته‌است، می‌توان به دارکوب، کاباره مردان مسن، چهل‌ساله، راه‌ها در میان شب، موضوعی برای حل و فصل، ترانه‌های ممنوعه، بدشانسی، اروییکا و مرحله پایانی اشاره کرد.
وی همچنین برندهٔ جوایزی همچون صلیب شایستگی و نشان افتخار تولد لهستان شده‌است.